# Ned H.Roberts

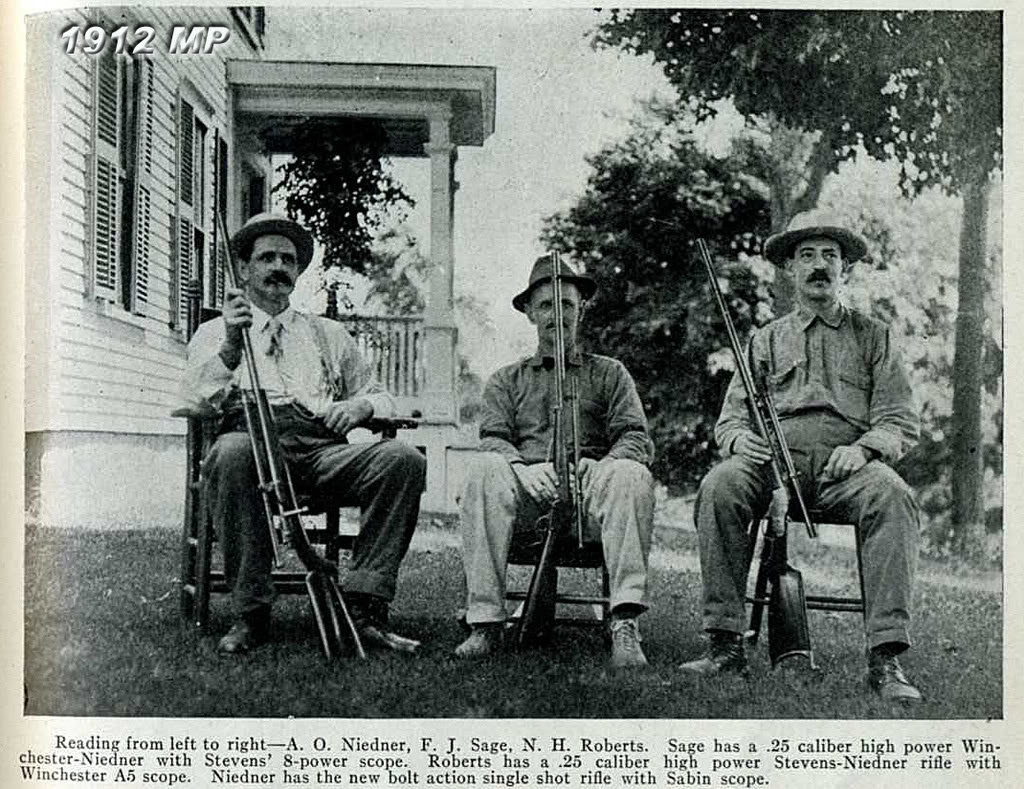
AO Neidner, FW Sage y Ned H. Roberts - 1912

El mayor Ned H. Roberts (1866 Goffstown, New Hampshire - 1948), fue un cazador, tirador de competición, escritor y editor de armas, quien trabajó en experimentación con armas de fuego y balística. También fue un prolífico colaborador de publicaciones deportivas, incluidas Outdoor Life, Outers, Arms and the Man (más tarde rebautizada como American Rifleman, y de la revista Hunting and Fishing, para cuya última publicación se desempeñó como editor de armas de fuego. 
Su trabajo en el diseño de cartuchos metálicos, en colaboración con Adolph Otto Niedner, Franklin Weston Mann, Townsend Whelen y FJ Sage le condujo a desarrollar una versión comercializada de su propio cartucho .25 Savage, original posteriormente introducido por Remington en 1934 como el .257 Roberts .
Desarrollo del .257 Roberts
Roberts anunció en la edición de marzo de 1928 de American Rifleman la creación de un nuevo cartucho calibre .25 "ideal o perfeccionado" superior en balística y precisión a cualquier otro cartucho producido para entonces en ese calibre. 
El Dr. FW Mann y Adolph Otto Niedner habían trabajado previamente en el desarrollo cartuchos en calibre .25 fabricados estrechando los casquillos del .30-40 Krag y del .30-06 Springfield . Sin embargo, ambos casquillos calibre .30 contenían demasiada pólvora y no podían llenarse con la pólvora sin humo de la época. Aunque se habían obtenido buenos resultados con el casquillo del Krag, se buscaba un cartucho sin anillo, que fuera compatible con los mecanismos Springfield y Mauser.
Originalmente tenía la intención de basar el nuevo cartucho en el casquillo .30-06, tal como propuso Townsend Whelen, pero el amigo y corresponsal de Whelen, Harvey A. Donaldson, señaló, en una carta a Whelen, que ahorraría trabajo modificando el casquillo del Mauser 7x57, que es más corto. Roberts era un perfeccionista y le siguieron años de pruebas de prueba y error que implicaron la creación de literalmente docenas de cañones para su wildcat calibre .25, con diferentes recámaras, dimensiones de ranura y giros de estriado. El coronel Whelen le dijo una vez a Ken Waters que dudaba que algún hombre hubiera dedicado tanto tiempo a perfeccionar un cartucho como lo hizo Ned Roberts con su .25 Roberts, como él lo llamó originalmente.
El coronel Townsend Whelen y el Sr. LC Weldin, ingeniero balístico de la Hercules Powder Company, le aconsejaron utilizar un ángulo de hombro de 15° para mantener la presión con las pólvoras de finales de los años 1920, de combustión bastante rápida. Se adoptó esta sugerencia y la caja de 7 mm se estrechó, adaptándosele el nuevo hombro inclinado y que se recortó aproximadamente 1/16". La Neidner Rifle Corporation de Dowagiac, Michigan, procedió a ofrecer cañones y rifles completos en el nuevo calibre con la recámara cerrada habitual de AO Neidner. El resultado fue la disponibilidad para una audiencia de élite de tiradores adinerados y entusiastas del wildcat original calibre .25 de Roberts.
Griffin & Howe, la famosa armería de New York, pronto hizo lo mismo y empezó a fabricar rifles a la medida con su propia versión, ligeramente modificada. El .25 Griffin & Howe se diferenciaba del .25 Roberts sólo con respecto a la compañía neoyorquina, saltándose un paso y optando por un cartucho un poco más largo dejando la caja Mauser 7x57 sin recortar.
En 1934, Remington decidió comercializar el nuevo cartucho .25 Roberts. Remington eliminó el recorte de cajas y modificó el ángulo del hombro de los 15° originales a 20° para una mayor facilidad de fabricación. El cartucho resultante tenía una carcasa 1/16" más larga y recibió la designación ligeramente diferente de .257 Roberts . El nuevo cartucho Remington se convirtió, durante décadas, en uno de los cartuchos de caza más populares de América del Norte.
Rifle Schuetzen y otros rifles para tiro al blanco
Roberts publicó extensamente acerca de temas de tiro de competencia, rifles Schuetzen y rifles de caza de largo alcance tanto de la era de la pólvora negra del siglo XIX como de la era de la pólvora sin humo de principios del siglo XX. Después de su muerte, Gerald O. Kelver recopiló y publicó varios de sus artículos y cartas sobre estos temas en 1951.

## Obras publicadas
- "El rifle con cierre de tapa y carga por boca ". Manchester, NH, The Granite State Press, 1940. [Riling 2333]
- Caza Mayor; venado cola blanca y oso negro . Chicago, Paul, Richmond & Co., 1947. [Riling 2614]
- El mayor Ned H. Roberts y el rifle Schuetzen . editado por Gerald O. Kelver, 1951ISBN 1-877704-22-9